# Marcello mio
Marcello mio è un film del 2024 scritto e diretto da Christophe Honoré.
È un omaggio all'attore Marcello Mastroianni, nel centenario della sua nascita.

## Trama
Chiara Mastroianni, attrice figlia di Marcello, decide di diventare il padre per un'estate, ricalcandone l'inimitabile stile, la parlata e i modi. Sconcertate, le persone attorno a lei, dalla madre Catherine Deneuve alle altre conoscenze nel mondo del cinema, decidono di assecondarla nel suo viaggio in Italia nei luoghi della vita di Marcello.

## Produzione
Le riprese sono durate otto settimane: cominciate il 21 agosto 2023 a Parigi, sono poi continuate a Roma, Latina e Formia, concludendosi il 13 ottobre dello stesso anno.

## Promozione
Il primo trailer del film è stato pubblicato online il 30 aprile 2024.

## Distribuzione
Il film è stato presentato in anteprima il 21 maggio 2024 in concorso al 77º Festival di Cannes. È stato distribuito nelle sale cinematografiche francesi da Ad Vitam dal 21 maggio dello stesso anno, mentre in quelle italiane da Lucky Red a partire dal 23 maggio.

## Accoglienza

### Critica
Il film è stato accolto con recensioni miste da parte della critica cinematografica. Su Rotten Tomatoes 28 critici esprimono un gradimento del 50%, con un voto medio di 5.1/10; su Metacritic il voto medio di 10 critici è di 46/100.

#### Critica internazionale
Peter Bradshaw del The Guardian assegna al film 2 stelle su 5, definendolo un «apeculiare e stancante pezzo di narcisismo cinematografico» trovandolo «insopportabilmente banale» e con «una persistente tensione verso l'inutilità e la perdita di tempo», sebbene «salvato, in minima parte, dalla comicità di Catherine Deneuve, che interpreta se stessa». Anche Guy Lodge di Variety non resta particolarmente colpito dal film, scrivendo che «Marcello mio finisce per dire ben poco sulle strutture di potere dell'industria, o anche sulla natura spigolosa della celebrità».

#### Critica italiana
Il film è stato accolto con recensioni generalmente favorevoli da parte della critica cinematografica italiana.
Carlo Valeri di Sentieri selvaggi valuta il film 3,3 stelle su 5, affermando che «il divertissement di Christophe Honoré omaggia i topoi del cinema di Mastroianni senza avere la pretesa archivistica e citazionista del cineasta accademico. Tutto scorre con la semplicità di una storia privata, di una confessione recitata da assecondare con affetto e complicità». Gianluca Arnone del Cinematografo scrive che «il film si diverte a nascondere, ma non a cancellare, ogni confine tra set e vita», trovandolo «un omaggio unico nel suo genere, perché è insieme disturbo sentimentale e delirio metempsicotico, commedia dell’assurdo e autofiction malinconica».

## Riconoscimenti
- 2024 - Festival di Cannes[1][21]
  - In concorso per la Palma d'oro
  - In concorso per la Queer Palm